# Union Sportive de Fès
L'Union Sportive de Fès és un club esportiu marroquí de la ciutat de Fes.
Va ser fundat l'any 1915. La secció de futbol desaparegué, però el club encara té seccions de rugbi o voleibol.

## Palmarès
- Lliga marroquina de futbol:[2]
  - 1925, 1926